# Higany(I)-klorid
A higany(I)-klorid (vagy más néven kalomel) a higany egyik klórral alkotott vegyülete. Képlete Hg2Cl2. Fehér színű, zsíros tapintású, nagy sűrűségű por. Vízben, alkoholban és híg savakban oldhatatlan, ezért kevésbé mérgező. Enyhén hashajtó és vizelethajtó hatású. Lényegesen jobban oldódik viszont konyhasó vagy alumínium-klorid jelenlétében. Megtalálható a standard elektródpotenciálú kalomelelektródban. Hevítés hatására szublimál, anélkül hogy megolvadna. Lineáris molekulákból épül fel.

## Kémiai tulajdonságai
Lúgok hatására megfeketedik. Ammónia különböző amidovegyületeket létesít vele, és egyúttal fémhigany is válik ki, amitől az anyag megfeketedik. Ebből ered a vegyület kalomel („szép fekete”) megnevezése is.
{\displaystyle \mathrm {Hg_{2}Cl_{2}+2\ NH_{3}\rightarrow Hg(NH_{2})Cl+Hg+NH_{4}^{+}+Cl^{-}} }
Ha fény éri, a következő reakcióegyenlet szerint kezd el bomlani:
{\displaystyle \mathrm {Hg_{2}Cl_{2}\rightarrow HgCl_{2}+Hg} }
A keletkezett termék mérgezőbb, mint maga a higany(I)-klorid, mert vízben jobban oldódó higany(II)-kloridot tartalmaz. A nátriumamalgám higannyá redukálja.

## Előállítása
A higany(I)-klorid előállítható higany(II)-klorid és fémhigany keverékének szublimáltatásával.
{\displaystyle \mathrm {HgCl_{2}+Hg\rightleftharpoons Hg_{2}Cl_{2}} }
Más eljárás szerint a higany(II)-szulfátot higany(I)-szulfáttá alakítanak fémhigannyal. A higany(I)-szulfátot nátrium-kloriddal összekeverik, és a keveréket hevítik. A kalomel ekkor szublimál, a gőzöket felfogják.
{\displaystyle \mathrm {HgSO_{4}+Hg\rightarrow Hg_{2}SO_{4}} }
{\displaystyle \mathrm {Hg_{2}SO_{4}+2\ NaCl\rightarrow Hg_{2}Cl_{2}+Na_{2}SO_{4}} }
Higanysóoldatból kloridionnal is leválasztható. Fehér kristályos tömeg, vízben oldhatatlan. Rácsa lineáris Cl−Hg−Hg−Cl molekulák egymás mellé sorakozásából keletkezik.

## Felhasználása
A higany(I)-kloridot a gyógyászatban enyhe hashajtóként és sebfertőtlenítésre használták.